# Peter Woulfe
Peter Woulfe (Limerick, 1727 – Londra, 1803) è stato un chimico e mineralogista irlandese che ha scoperto il tungsteno.
Nel 1771 riferisce la formazione di un colorante giallo mediante trattamento dell'indaco con acido nitrico. Il prodotto formatosi, che si scoprì in seguito essere l'acido picrico, è il primo colorante sintetico, e venne usato anche come esplosivo e antisettico per le ferite.
È il primo, nel 1779, ad aver sospettato l'esistenza di un elemento chimico allora sconosciuto (il tungsteno) nella wolframite, da cui venne appunto il simbolo chimico del tungsteno (W). Ha sviluppato un nuovo processo di purificazione del fosforo,ed è anche noto per l'invenzione della bottiglia Woulfe, bottiglia a tre colli di circolazione di un gas in un liquido.
Woulfe è stato membro della Royal Society e vincitore della medaglia Copley nel 1768. Morì per una infezione polmonare provocata dal freddo durante un viaggio per Edimburgo.